# Jean-Claude Fabbri
Jean-Claude Fabbri (Fléron, 2 novembre 1952) è un ex ciclista su strada italiano naturalizzato belga, professionista dal 1977 al 1979 con il team Magniflex.

## Palmarès
- 1982 (dilettanti)

Baelen-sur-Vesdre

## Piazzamenti

### Grandi Giri
- Giro d'Italia

1977: 76º
1979: 55º
- Vuelta a España

1977: 45º

### Classiche monumento
- Milano-Sanremo

1979: 95º
- Giro di Lombardia

1977: 20º
1978: 20º